# Phantastik-Preis der Stadt Wetzlar
Der Phantastikpreis der Stadt Wetzlar (Eigenschreibweise) ist ein Literaturpreis, der seit 1983 bis auf wenige Ausnahmen jährlich von der Stadt Wetzlar vergeben wird.

## Geschichte
Es werden deutschsprachige Originalveröffentlichungen aus dem Genre Fantastik ausgezeichnet. Die Fachjury besteht aus Vertretern aus Buchhandel, Verlagswesen, Bibliothek, Schule, Universität und Medien (Stand 2021). Der Preis war zunächst mit 2500 DM dotiert, ab 1990 wurde die Summe auf 7000 DM erhöht. Seit 2002 beträgt das Preisgeld 4000 Euro. Der Preis wird im Rahmen der Tage der Phantastik unter der Regie der Phantastischen Bibliothek Wetzlar verliehen.
Zwischen 2014 und 2017 wurde der Preis dreimal nicht vergeben und bis 2018 kündigte die Stadt Wetzlar auf der Website der Phantastischen Bibliothek an, der Preis werde „künftig alle zwei Jahre verliehen“; er wurde aber ab 2018 wieder jährlich verliehen.

## Preisträger
- 1983 Wolfgang und Heike Hohlbein für Märchenmond
- 1984 Frederik Hetmann für Wagadu
- 1985 Johanna und Günter Braun für Der x-mal vervielfachte Held
- 1986 Bernd Kreimeier für Seterra
- 1987 Hubert Mania für Scintilla Seelenfunke
- 1988 Sigrid Heuck für Saids Geschichte
- 1989 Herbert W. Franke für Hiobs Stern
- 1990 Rafik Schami für Erzähler der Nacht
- 1991 Carl Amery für Das Geheimnis der Krypta
- 1992 keine Preisvergabe
- 1993 Hanna Johansen für Über den Himmel
- 1994 Susanne Kaiser für Von Mädchen und Drachen
- 1995 Gert Heidenreich für Die Nacht der Händler
- 1996 Bernhard Kegel für Das Ölschieferskelett
- 1997 Harald Gerlach für Windstimmen
- 1998 Hansjörg Schneider für Das Wasserzeichen
- 1999 Alban Nikolai Herbst für Thetis. Anderswelt
- 2000 Gunter Gross für Der Gedankenleser
- 2001 Michael Wallner für Manhattan fliegt
- 2002 Jürgen Lodemann für Siegfried und Krimhild
- 2003 Zoran Drvenkar für Sag mir, was du siehst
- 2004 Cornelia Funke für Tintenherz
- 2005 Walter Moers für Die Stadt der träumenden Bücher
- 2006 Gert Loschütz für Dunkle Gesellschaft – Roman in zehn Regennächten
- 2007 Thomas Glavinic für Die Arbeit der Nacht
- 2008 Robert Schneider für Die Offenbarung
- 2009 Christian Kracht für Ich werde hier sein im Sonnenschein und im Schatten
- 2010 Christiane Neudecker für Das siamesische Klavier
- 2011 Markus Orths für Die Tarnkappe
- 2012 Jochen Schimmang für Neue Mitte
- 2013 Annika Scheffel für Bevor alles verschwindet
- 2014 keine Preisvergabe
- 2015 keine Preisvergabe
- 2016 Antonia Michaelis für Niemand liebt November
- 2017 keine Preisvergabe
- 2018 Thomas von Steinaecker für Die Verteidigung des Paradieses
- 2019 Antje Wagner für Hyde[2]
- 2020 Joana Osman für Am Boden des Himmels[3]
- 2021 Katharina Köller für Was ich im Wasser sah[4]
- 2022 Sabrina Železný für Kondorkinder: Das Spiegelbuch und die verlorenen Geschichten[5]
- 2023 Maja Ilisch für Unten[6]

- 2024 Zara Zerbe für Phytopia Plus[7]